# Durham Women Football Club
Il Durham Women Football Club, nota anche come Durham WFC o semplicemente Durham, è una squadra di calcio femminile inglese con sede a Durham. Fondata nel 2013 come collaborazione tra South Durham & Cestria Girls e università di Durham, dal 2014 milita nella seconda serie del campionato inglese.

## Storia
Il club venne istituito nel 2013 da una collaborazione tra South Durham & Cestria Girls e università di Durham ed è l'unico club tra quelli iscritti ai maggiori livelli del campionato inglese femminile di calcio a non avere una controparte maschile. Il South Durham & Cestria Girls era stato fondato nel 2004 da Lee Sanders come società impegnata nelle competizioni giovanili femminili. La squadra venne iscritta nella neonata FA Women's Super League 2, secondo livello del campionato inglese, dopo che l'applicazione era stata accettata dalla FA.
La squadra concluse la prima stagione agonistica al sesto posto, andando negli anni successivi a consolidare la propria posizione nella seconda serie nazionale, migliorando progressivamente anche il piazzamento in classifica, fino ad arrivare al secondo posto nella stagione 2020-21 della Women's Championship – nuova denominazione della seconda serie. Il Durham, infatti, concluse la stagione al secondo posto alle spalle del Leicester City. Grazie anche ai progressi fatti, il club venne premiato come migliore squadra di FA WSL 2 dell'anno nel 2017 in occasione degli FA Women's Football Awards. In FA Women's Cup il club ottenne la sua miglior prestazione nell'edizione 2018-19, quando raggiunse i quarti di finale; venne sconfitto in casa dal Chelsea per 1-0 davanti a un pubblico di 1 629 spettatori, l'affluenza più elevata sino ad allora.

## Statistiche

### Partecipazione ai campionati
| Livello | Categoria                 | Partecipazioni | Debutto   | Ultima stagione | Totale |
| ------- | ------------------------- | -------------- | --------- | --------------- | ------ |
| 2º      | FA Women's Super League 2 | 5              | 2014      | 2017-2018       | 11     |
| 2º      | Women's Championship      | 6              | 2018-2019 | 2023-2024       | 11     |

## Organico

### Rosa 2020-2021

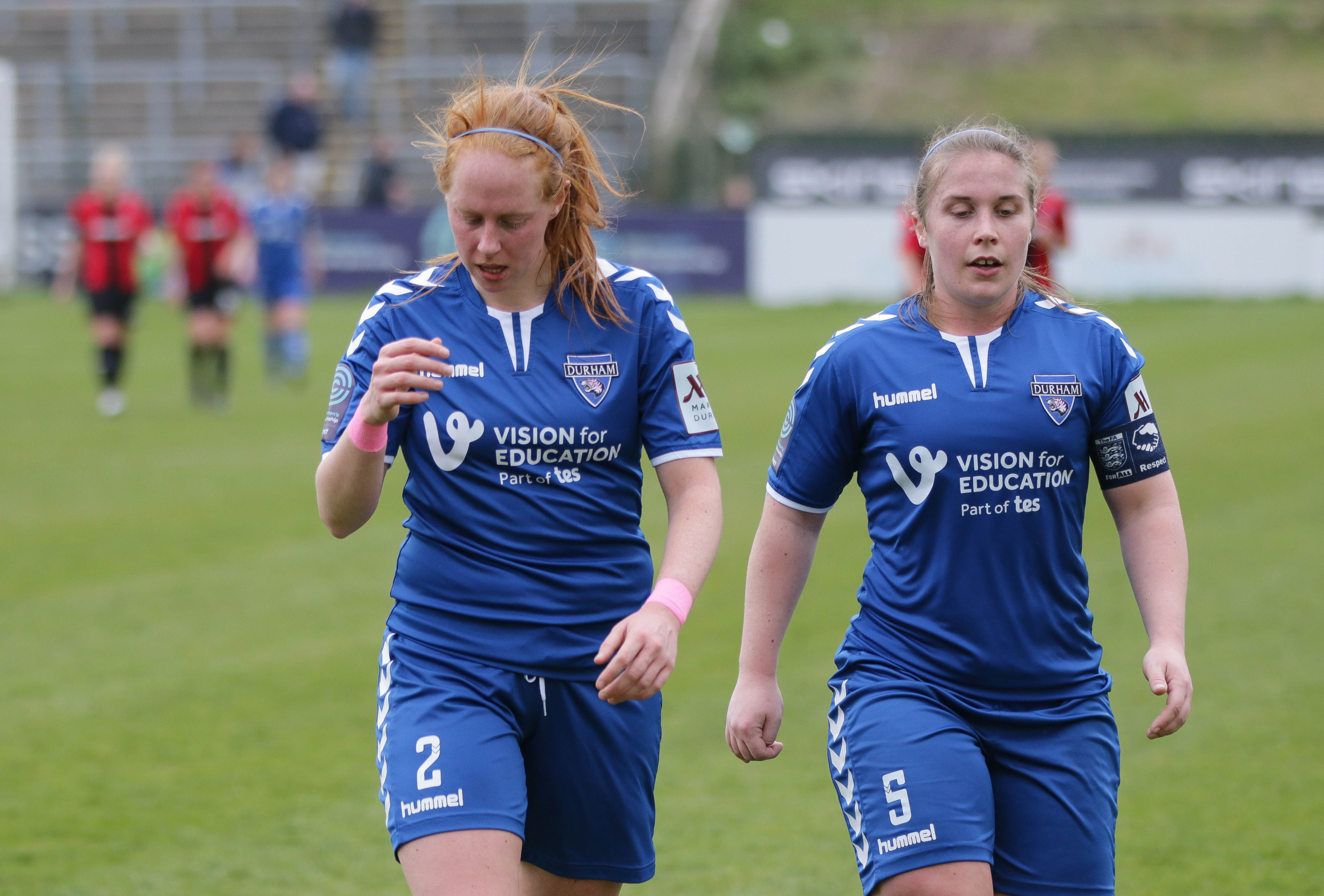
Kathryn Hill (2) e il capitano Sarah Wilson (5) nel marzo 2019.

Rosa, ruoli e numeri di maglia estratti dal sito societario aggiornati al 18 aprile 2021.
| N. |                             | Ruolo | Calciatrice             |
| -- | --------------------------- | ----- | ----------------------- |
| 1  | Scozia (bandiera)           | P     | Hannah Reid             |
| 2  | Scozia (bandiera)           | D     | Kathryn Hill            |
| 3  | Inghilterra (bandiera)      | D     | Lauren Briggs           |
| 4  | Inghilterra (bandiera)      | C     | Mollie Lambert          |
| 5  | Inghilterra (bandiera)      | D     | Sarah Wilson (capitano) |
| 6  | Irlanda del Nord (bandiera) | D     | Sarah Robson            |
| 7  | Inghilterra (bandiera)      | C     | Elizabeth Hepple        |
| 8  | Inghilterra (bandiera)      | A     | Molly Sharpe            |
| 9  | Inghilterra (bandiera)      | A     | Nicki Gears             |
| 10 | Paesi Bassi (bandiera)      | A     | Iris Achterhof          |
| 11 | Inghilterra (bandiera)      | A     | Bridget Galloway        |
| 12 | Inghilterra (bandiera)      | C     | Lily Crosthwaite        |

| N. |                        | Ruolo | Calciatrice      |
| -- | ---------------------- | ----- | ---------------- |
| 13 | Inghilterra (bandiera) | P     | Megan Borthwick  |
| 14 | Inghilterra (bandiera) | D     | Rebecca Salicki  |
| 15 | Stati Uniti (bandiera) | D     | Dee Bradley      |
| 16 | Inghilterra (bandiera) | D     | Ellie Christon   |
| 17 | Inghilterra (bandiera) | C     | Emily Roberts    |
| 19 | Inghilterra (bandiera) | D     | Danielle Brown   |
| 21 | Inghilterra (bandiera) | D     | Hannah Greenwood |
| 22 | Inghilterra (bandiera) | C     | Grace Ayre       |
| 24 | Inghilterra (bandiera) | D     | Abby Holmes      |
| 30 | Inghilterra (bandiera) | P     | Brooke Mackain   |
| 96 | Inghilterra (bandiera) | C     | Rachel Lee       |

### Rosa 2018-2019
| N. |                             | Ruolo | Calciatrice             |
| -- | --------------------------- | ----- | ----------------------- |
| 1  | Scozia (bandiera)           | P     | Hannah Reid             |
| 2  | Scozia (bandiera)           | D     | Kathryn Hill            |
| 5  | Inghilterra (bandiera)      | D     | Sarah Wilson (capitano) |
| 6  | Irlanda del Nord (bandiera) | D     | Sarah Robson            |
| 7  | Inghilterra (bandiera)      | C     | Elizabeth Hepple        |
| 8  | Scozia (bandiera)           | A     | Zoe Ness                |
| 9  | Inghilterra (bandiera)      | A     | Nicki Gears             |
| 12 | Nuova Zelanda (bandiera)    | C     | Chloe Knott             |

| N. |                        | Ruolo | Calciatrice     |
| -- | ---------------------- | ----- | --------------- |
| 13 | Inghilterra (bandiera) | P     | Megan Borthwick |
| 14 | Inghilterra (bandiera) | D     | Rebecca Salicki |
| 16 | Inghilterra (bandiera) | D     | Ellie Christon  |
| 17 | Inghilterra (bandiera) | C     | Emily Roberts   |
| 20 | Inghilterra (bandiera) | C     | Lauren Briggs   |
| 22 | Inghilterra (bandiera) | A     | Abi Cottam      |
| 24 | Inghilterra (bandiera) | D     | Abby Holmes     |
| 96 | Inghilterra (bandiera) | C     | Rachel Lee      |